# Diocese de Tuticorin
A Diocese de Tuticorin (Latim:Dioecesis Tuticorensis) é uma diocese localizada no município de Tuticorin, no estado de Tâmil Nadu, pertencente a Arquidiocese de Madurai na Índia. Foi fundada em 12 de junho de 1923 pelo Papa Pio XI. Com uma população católica de 438.108 habitantes, sendo 15,6% da população total, possui 117 paróquias com dados de 2020.

## História
Em 12 de junho de 1923 o Papa Pio XI cria a Diocese de Tuticorin através do território da Diocese de Trichinopoly.

## Lista de bispos
A seguir uma lista de bispos desde a criação da diocese em 1923.
|                     | Nome                          | Período             | Notas                              |
| Bispos de Tuticorin | Bispos de Tuticorin           | Bispos de Tuticorin | Bispos de Tuticorin                |
| ------------------- | ----------------------------- | ------------------- | ---------------------------------- |
| 7º                  | Stephen Antony Pillai         | 2019 - atual        |                                    |
| 6º                  | Yvon Ambrose                  | 2005 - 2019         | Bispo emérito dessa diocese        |
| 5º                  | Peter Fernando                | 1999 - 2003         | Nomeado arcebispo de Madurai       |
| 4º                  | Siluvaimathu Amalnather       | 1980 - 1999         |                                    |
| 3º                  | Ambrose Mathalaimuthu         | 1971 - 1979         | Nomeado bispo de Coimbatore        |
| 2º                  | Thomas Fernando               | 1953 - 1970         | Nomeado bispo de Tiruchirapalli    |
| 1º                  | Francis Tiburtius Roche, S.J. | 1923 - 1953         | Nomeado bispo de Amadassa, Turquia |